# St. Nikolaus (Schaltdorf)

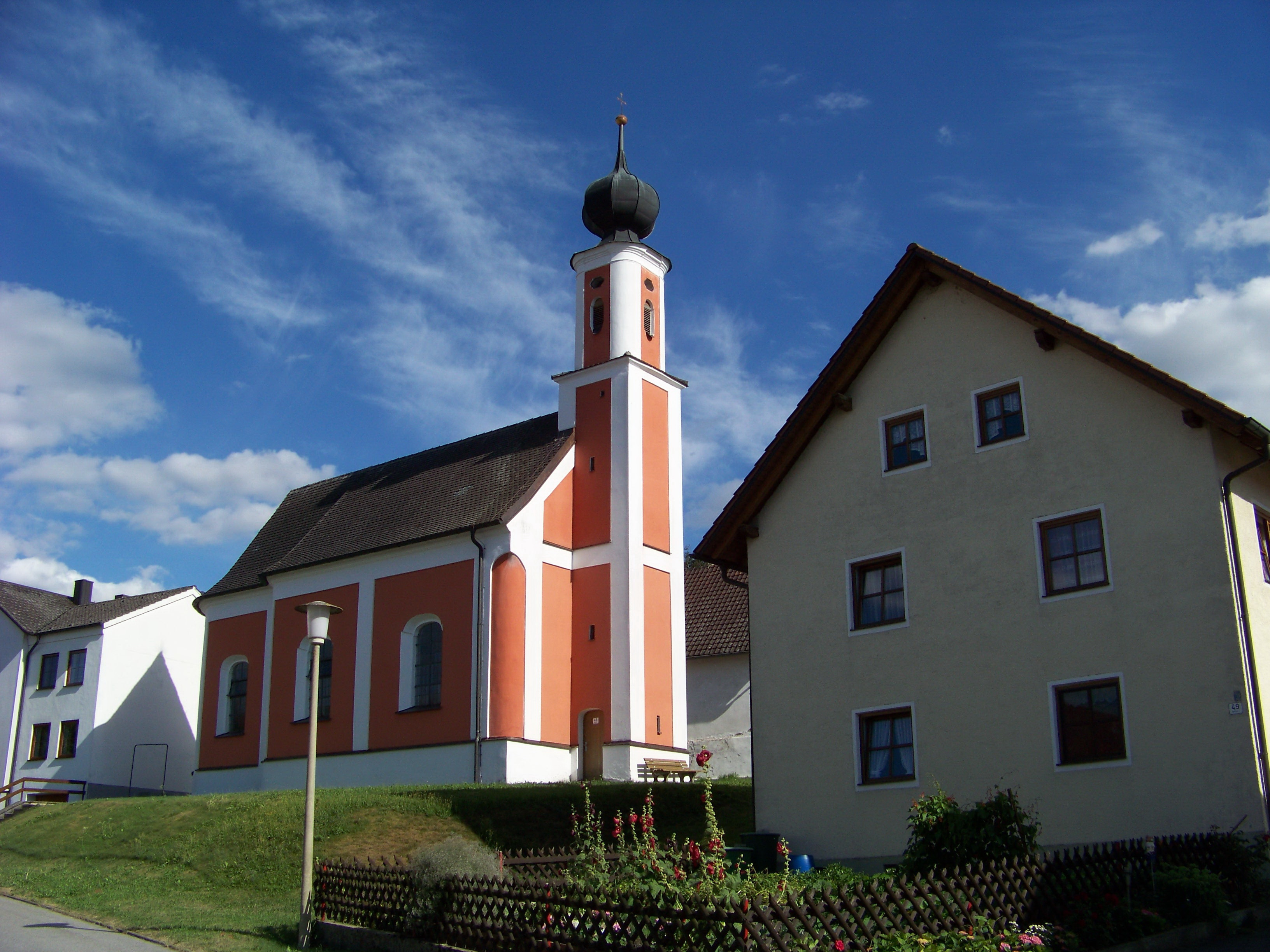
Außenansicht der Nebenkirche St. Nikolaus von Nordwesten

Die römisch-katholische Nebenkirche St. Nikolaus in Schaltdorf, einem Ortsteil der Stadt Rottenburg an der Laaber im niederbayerischen Landkreis Landshut, ist im Jahr 1757 erbaute Rokokokirche, die aufgrund ihrer stilistischen Merkmale dem Landshuter Hofmaurermeister Johann Georg Hirschstötter zugeschrieben wird. Die der heiligen Nikolaus (Gedenktag: 6. Dezember) geweihte Kirche gehört zur Pfarrei St. Georg in Rottenburg.

## Geschichte
Eine Kirche zu Ehren des St. Niclaß in Schaltdorf wurde bereits im Jahr 1559 erstmals erwähnt. Der heutige Bau entstand 1757 wohl nach den Plänen von Johann Georg Hirschstötter. Der Bau wurde von dem Rottenburger Maurermeister Joseph Dirlinger und seinem gleichnamigen Sohn als Polier ausgeführt.
Im Jahr 1913 versuchte man, den Bau zu entfeuchten. 1920 fand eine größere Außen- und Innenrenovierung statt. 1973/1974 wurden Kirchendach und Turm erneuert. Zwischen 1983 und 2000 wurden Hochaltar, Kreuzweg und Orgel renoviert.

## Architektur

### Außenbau
Die nach Osten ausgerichtete, vollständig verputzte Saalkirche umfasst ein an allen vier Ecken gerundetes Langhaus mit zwei Fensterachsen und einen leicht eingezogenen Chor mit einer Fensterachse und Halbkreisschluss. Beide Baukörper sind unter einem gemeinsamen Satteldach vereinigt, wobei die Dachneigung des Chores geringfügig steiler als die des Schiffs ist. Südlich am Chor ist die Sakristei angebaut. An das Langhaus ist ein ausspringender Westturm angefügt.
Der Außenbau wird durch weiße Lisene und Fensterlaibungen gegliedert. Die Wandrücklagen sind in einem Rotton getüncht. Gleiches gilt für den Turm, der sich aus einem zweigeschossigen Unterbau über quadratischem Grundriss und einem abgesetzten Aufsatz mit gerundeten Kanten zusammensetzt. Letzterer weist auf allen vier Seiten Schallöffnungen auf, die oben und unten im eingezogenen Rundbogen abschließen. Den oberen Abschluss bildet eine stark eingeschnürte, kupfergedeckte Zwiebelkuppel mit Kugel und Kreuz.

### Innenraum
Während außen alle vier Ecken des Schiffs gerundet sind, ist innen nur der Übergang zum Chor gerundet. Langhaus und Chor werden von einer Flachdecke über einem Kranzgesims und einer großen Hohlkehle überspannt, die mit Stuckrahmenfeldern verziert ist. Die Wände werden von Pilastern gegliedert. Die Fensteröffnungen schließen nach oben hin im leicht eingezogenen Rundbogen ab. Im rückwärtigen Bereich des Langhauses ist eine Empore auf zwei Holzsäulen mit geschweifter Brüstung eingezogen. An der Emporenbrüstung befinden sich ebenfalls Stuckrahmenfelder.

## Ausstattung
Der einzige Altar in der Kirche St. Nikolaus ist der Hochaltar, ein Barockaufbau aus der Zeit um 1670/1680 mit vier gewundenen Säulen, Knorpelwerkverzierungen und seitlichen Fruchtgehängen. Die von Voluten flankierte Aufsatz schließt mit einem gebrochenen Segmentbogen ab. Das Altarblatt stellt den heiligen Bischof Nikolaus mit Kindern dar. Die spätgotischen Seitenfiguren aus der Zeit um 1480 zeigen den heiligen Ulrich und die heilige Barbara. Die Kreuzwegtafeln werden von barocken Holzrahmen eingefasst. Auch eine barocke Marienfigur ist im Innenraum aufgestellt. Das alte Kirchengestühl umfasst barocke Stuhlwangen, die mit Fruchtgehängen verziert sind.

### Orgel
Die Orgel der Schaltdorfer Kirche stammt aus dem Jahr 1875 und wurde wahrscheinlich von Johann Anton Breil aus Regensburg erbaut. Das Schleifladeninstrument mit mechanischen Spiel- und Registertrakturen umfasst fünf Register auf einem Manual und einem fest angekoppelten Pedal. Es befindet sich hinter einem nachklassizistischen Prospekt. Die Disposition lautet wie folgt:
| I Manual C–f3 |           |       |
| 1.            | Principal | 8′    |
| 2.            | Gedackt   | 8′    |
| 3.            | Flöte     | 4′    |
| 4.            | Mixtur    | 2 ⁄3′ |

| Pedal C–f |        |     |
| 5.        | Subbaß | 16′ |